# Cladodium
Cladodium là một chi rêu trong họ Bryaceae.